# Bosconero
Bosconero (Boschnèir [bʊsˈnɛi̯r] in piemontese) è un comune italiano di 3 083 abitanti della città metropolitana di Torino in Piemonte, situato nel basso Canavese, non lontano dalle rive del torrente Orco e dalla strada provinciale 460 del Gran Paradiso.

## Storia

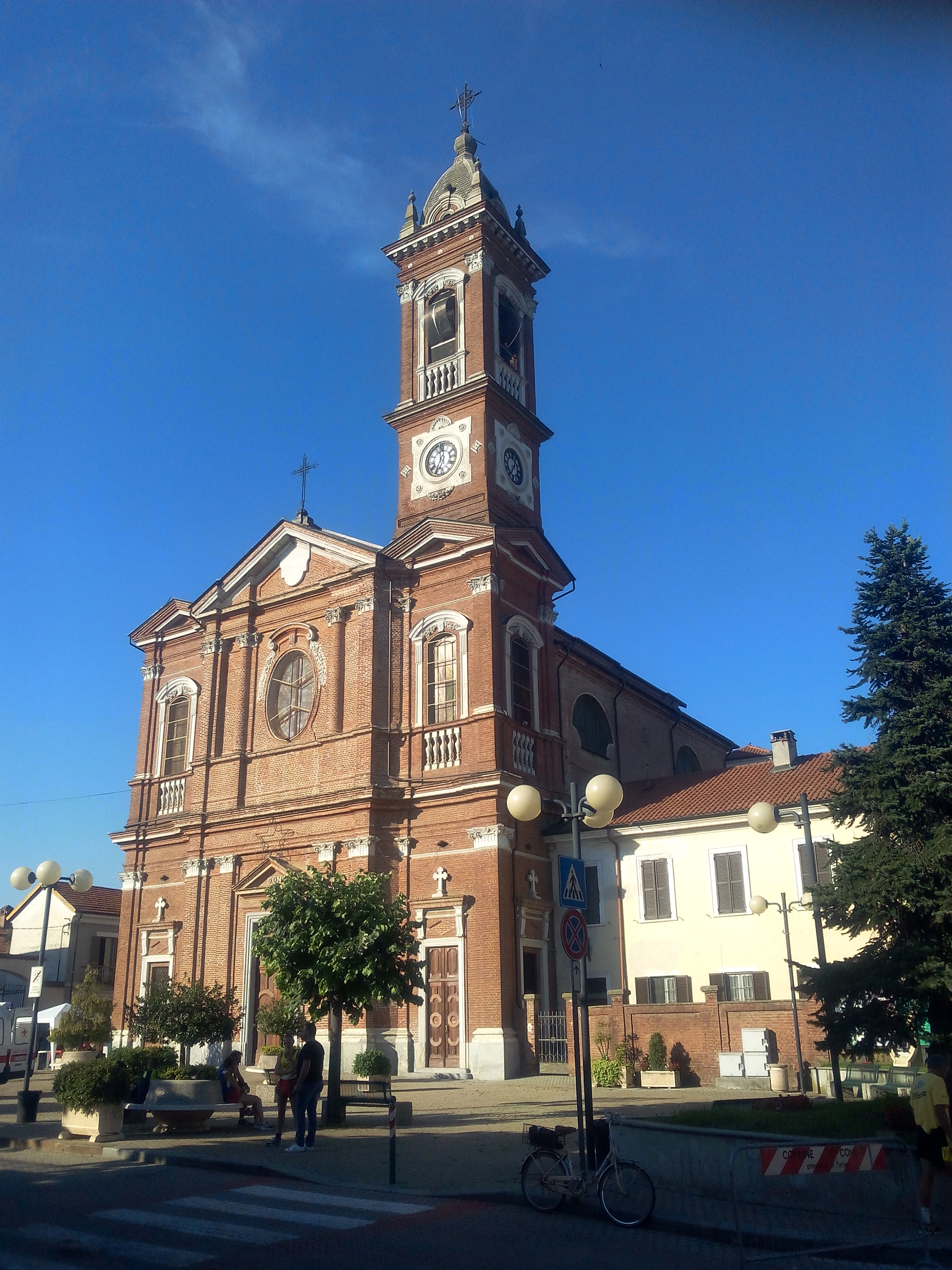
La parrocchiale

I primi documenti del paese sono dell'882 col nome di Roveredum,  villaggio ricco di alberi di rovere, oltre che conifere e cerri. Essendo queste vegetazioni a legno scuro, ai confini tra le ombrose foreste chiamate dai romani Fullicia e Gerulfia, il territorio fu, tempo dopo, soprannominato semplicemente il Bosco-nigro, con  le abitazioni principalmente situate sulle sponde del torrente Orco. Fu solo a partire dall'XI secolo, grazie alla vicina Abbazia di Fruttuaria fondata nel vicino paese di San Benigno Canavese, che il piccolo villaggio si espanse, popolato da molti contadini che trasformarono lentamente tutto il territorio boschivo in terre spianate e coltivabili. Le copiose esondazioni del torrente Orco però, fecero spostare nel XIV secolo tutto l'agglomerato urbano di circa due chilometri più in là delle rive del fiume.

Nacquero quindi le due piccole borgate di Bosco Negro e di Lotti come frazioni sotto Rivarolo, quindi proprietà del marchesato dei San Martino di Agliè, e poi accorpate ufficialmente in un unico comune autonomo chiamato Bosconero soltanto a partire dal 1694.
Come gran parte dei paesi del canavese, Bosconero divenne poi famoso per la coltivazione e la produzione di canapa tessile, di cui alcuni resti storici rimangono oggi nel parco del Gerbido, con le sue fosse di essiccazione del filo tessile, chiamate in dialetto canavere.

### Simboli
Lo stemma comunale e il gonfalone sono stati concessi con decreto del presidente della Repubblica del 17 novembre 1992.
Il gonfalone è un drappo  troncato di giallo e di azzurro.

## Società

### Evoluzione demografica
Negli ultimi cinquant'anni, a partire dall'anno 1961, la popolazione residente è praticamente raddoppiata.
Abitanti censiti

### Etnie e minoranze straniere
Secondo i dati Istat al 31 dicembre 2017, i cittadini stranieri residenti a Bosconero sono 211, così suddivisi per nazionalità, elencando per le presenze più significative:
1. Romania, 135

## Cultura

### Eventi
- Mostra dell'artigianato
- Festa del patrono san Giovanni Battista

## Amministrazione

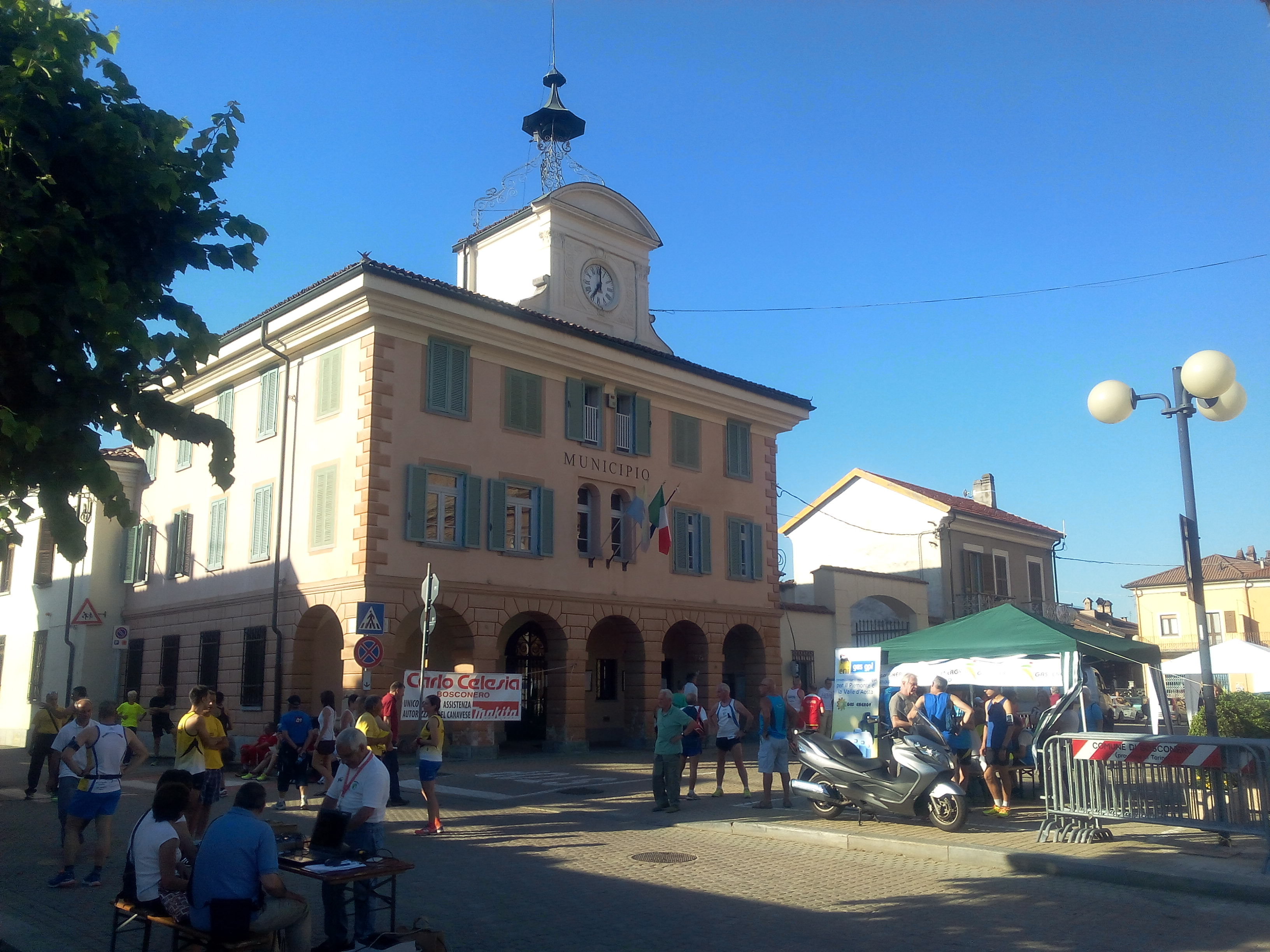
Il municipio

Di seguito è presentata una tabella relativa alle amministrazioni che si sono succedute in questo comune.
| Periodo        | Periodo        | Primo cittadino           | Partito                            | Carica  | Note  |
| -------------- | -------------- | ------------------------- | ---------------------------------- | ------- | ----- |
| 17 giugno 1985 | 25 maggio 1990 | Pietroluigi Rosa Cardinal | Democrazia Cristiana               | Sindaco | [ 9 ] |
| 25 maggio 1990 | 24 aprile 1995 | Pietroluigi Rosa Cardinal | Democrazia Cristiana               | Sindaco | [ 9 ] |
| 24 aprile 1995 | 14 giugno 1999 | Pietroluigi Rosa Cardinal | -                                  | Sindaco | [ 9 ] |
| 14 giugno 1999 | 14 giugno 2004 | Pietroluigi Rosa Cardinal | centro                             | Sindaco | [ 9 ] |
| 14 giugno 2004 | 8 giugno 2009  | Fabrizio Pen              | lista civica                       | Sindaco | [ 9 ] |
| 8 giugno 2009  | 26 maggio 2014 | Fabrizio Pen              | lista civica                       | Sindaco | [ 9 ] |
| 26 maggio 2014 | 27 maggio 2019 | Paola Forneris            | lista civica Insieme per Bosconero | Sindaco | [ 9 ] |
| 27 maggio 2019 | in carica      | Paola Forneris            | lista civica Insieme per Bosconero | Sindaco | [ 9 ] |